# Castels
Castels korábbi község Franciaországban, Dordogne megyében. Lakosainak száma 653 fő (2017. január 1.).
2017. január 1-jén Bézenac korábbi községgel egyesült és az így létrejött Castels et Bézenac új község része lett.

## Népesség
A település népességének változása:
| Lakosok száma | 639  | 645  | 820  | 653  |
|               | 2013 | 2015 | 2016 | 2017 |